# 伊勢大井駅
伊勢大井駅（いせおおいえき）は、三重県津市一志町井生（）にある、東海旅客鉄道（JR東海）名松線の駅である。

## 歴史
- 1938年（昭和13年）1月20日：鉄道省名松線の駅として開設[1]。旅客営業のみ。
  - 当時は、参宮線津駅 - 山田駅間及び名松線各駅を発着する旅客のみ利用可能であった。
- 1947年（昭和22年）10月1日：旅客制限撤廃、荷物扱い開始[2]。
- 1951年（昭和26年）12月15日：荷物扱い廃止[3]。
- 1987年（昭和62年）4月1日：国鉄分割民営化に伴い、JR東海の駅となる[1]。

## 駅構造
線路南側に単式ホーム1面1線を有する地上駅。
松阪駅管理の無人駅。駅舎は無く、ホーム上に待合所が設置されている。

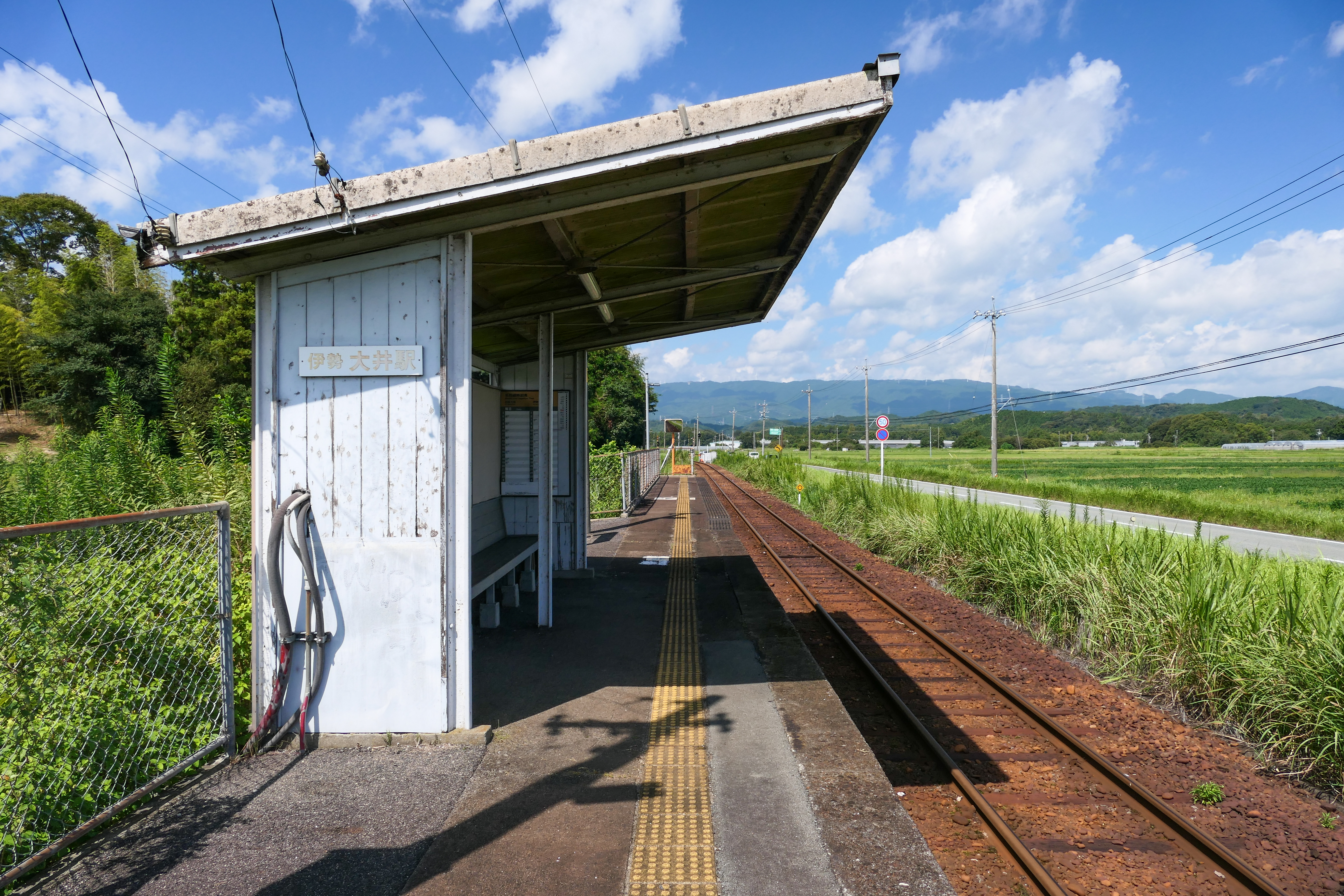
ホーム（2023年9月）

## 利用状況
「三重県統計書」によると、近年の1日平均乗車人員の推移は以下の通り。
| 年度   | 1日平均 乗車人員 |
| ------ | ---------------- |
| 1998年 | 10               |
| 1999年 | 11               |
| 2000年 | 12               |
| 2001年 | 12               |
| 2002年 | 11               |
| 2003年 | 10               |
| 2004年 | 9                |
| 2005年 | 11               |
| 2006年 | 12               |
| 2007年 | 11               |
| 2008年 | 13               |
| 2009年 | 9                |
| 2010年 | 9                |
| 2011年 | 11               |
| 2012年 | 12               |
| 2013年 | 10               |
| 2014年 | 8                |
| 2015年 | 7                |
| 2016年 | 8                |
| 2017年 | 7                |
| 2018年 | 8                |
| 2019年 | 8                |

## 駅周辺
- 伊勢中川カントリークラブ

## 隣の駅
東海旅客鉄道（JR東海）
■名松線
井関駅 - 伊勢大井駅 - 伊勢川口駅